# محمد أبو شقرا

الشيخ محمد أبو شقرا (1910-1991) رجل دين من الطائفة الموحدة الدرزية في لبنان، تولى منصب مشيخة العقل لهذه الطائفة فترة من الزمن.

## ولادته
ولد في عماطور سنة 1910. وكان طفلا" عندما اندلعت الحرب العالمية الأولى.

## نشاطه
- عمل في التجارة بدمشق وتعلم فيها.
- شارك في الثورة الموحدة سنة 1925.
- انتخب لمنصب شيخ عقل الطائفة الموحدة سنة 1949.

## من أعماله
- تنظيم شؤون الوقف الدرزي.
- إنشاء بيت الطائفة الدرزيه في بيروت.
- العمل على سن قانون انتخاب شيخ العقل للموحدين (الدروز) في لبنان.
- تأليف المجلس المذهبي للطائفة الدرزيه (الدروز) سنة 1962.
- إنشاء بلدة المعروفية قرب عين عنوب في لبنان لتوطين مهاجري جبل الموحدون.
- توحيد كلمة الموحدون.
- إنشاء المؤسسة الصحية للطائفه الدرزيه في عين وزين, أفتتحت سنة 1989.

## وفاته
توفي في بيته بعذران يوم 1991/10/24.